# 黑線鱈
黑線鱈（学名：Melanogrammus aeglefinus）是鱈形目鱈科黑線鱈屬的唯一一種，被IUCN列為次級保育類動物，產於北大西洋，從比斯開灣至巴倫支海等海域，棲息深度10-450公尺。本魚口相對較小；下頜比上頜短下巴觸鬚相當小，鱗片重疊，大暗斑是胸鰭正下方的側線以上，因黑色的側線而得名，體長可達69公分。棲息在沙石底質的海域，為底棲性魚類，屬肉食性，以魚類、甲殼類、頭足類、棘皮動物等為食，是一種名貴的食用魚，適合各種烹飪方式食用。